# Symphonie no 1 de Luís de Freitas Branco

La Symphonie no 1 en fa majeur de Luís de Freitas Branco est la première de ses quatre symphonies.

## Histoire
Cette symphonie est composée en 1924.
Elle est créée au théâtre San Luiz, à Lisbonne, le 27 décembre 1925, par l'Orchestre symphonique de Lisbonne sous la direction de Pedro Blanch.

## Mouvements
1. Adagio - Allegro molto
2. Andante
3. Allegro molto vivace

Son exécution dure entre 30 et 35 minutes.

## Discographie
- L'Orchestre philharmonique de Budapest dirigé par András Kórodi, 1986, Portugalsom.
- L'Orchestre symphonique de la radio-télévision irlandaise dirigé par Álvaro Cassuto, 2007, Naxos.